# 小川關治郎
小川 關治郎（おがわ せきじろう、1875年〈明治7年〉 - 1966年〈昭和41年〉）は、日本の陸軍法務官。甘粕事件や二・二六事件で軍法会議に携わった人物として知られる。

## 経歴
1875年（明治7年）、愛知県海東郡木折村（現在の愛知県あま市）に生まれた。20歳頃までは同地にて過ごしたものの幼少の頃より向学心が強く、中学卒業後は一度就職したが1898年（明治31年）に明治法律学校（現在の明治大学）に入学している｡ 大学では座布団がすり切れるほどに国史・法律の勉強を重ねたと言われている。卒業年次は不詳ながら、1904年（明治36年）12月には司法官試補を命ぜられて、当時の『官報』では、横浜地方裁判所及び同検事局並びに横浜区裁判所及び同検事局において｢事務修習スヘシ｣と記されている。なお、小川と同期で司法官試補になった人物として、後に二・二六事件にて検察官として審理に携わった匂坂春平法務官がいた｡
1906年（明治38年）12月に判事に任じられ、予備判事として横浜地方裁判所詰を命じられた｡翌年1907年（明治39年）5月には予備判事の身分のまま、太田水戸地方管内区（現在の茨城県常陸太田市）裁判所判事の事務取扱を命じられる｡ 同年6月17日付で同区裁判所判事に補されるが、6月28日付で理事（陸軍法務官の前身官名）に任じられて京都府にあった第16師団法務部員を命じられた。 
1922年（大正11年）近衛師団軍法会議法務官兼陸軍高等軍法会議法務官に異動し、1923年（大正12年）に発生した甘粕事件では軍法会議判事として審理に参加する。1935年（昭和10年）に発生した相沢事件の軍法会議においても判事として審理に参加する。翌1936年（昭和11年）に発生した二・二六事件では、事件関係者を裁いた東京陸軍軍法会議の判事の1名として、判決文を書くなど軍法会議の中心人物として活躍した。1937年（昭和12年）には第10軍法務部長着任し、柳川兵団に所属する。同年12月には松井兵団とともに南京入城も果たした。1938年（昭和13年）に中支那方面軍司令部付を最後に同年退官する。1966年（昭和41年）に死去する。

## 主な著作

### 単著
- 『ある軍法務官の日記』みすず書房、2000年8月10日。ISBN 978-4-622-03387-5。